# アントニオ・アルフォンセカ
アントニオ・アルフォンセカ（Antonio Alfonseca, 1972年4月16日 - ）は、ドミニカ共和国・ラ・ロマーナ州ラ・ロマーナ出身の元プロ野球選手（投手）。右投右打。

## 経歴

### プロ入りとエクスポズ時代
1989年にモントリオール・エクスポズ（現ワシントン・ナショナルズ）に入団し、プロ入り。

### マーリンズ時代
1992年12月の球団拡張ドラフトで新球団フロリダ・マーリンズ（現マイアミ・マーリンズ）へ移籍。
1997年6月17日のデトロイト・タイガース戦でメジャーデビューを果たし、初勝利を記録。この年、レギュラーシーズン17試合すべてリリーフで登板した。チームはワイルドカードでポストシーズン進出。アルフォンセカはロースターから漏れたが、アレックス・フェルナンデスの故障によりリーグチャンピオンシップシリーズの後、ロースター入りを果たした。ワールドシリーズでは3試合に登板し、6.1回を無失点に抑え、球団史上初のワールドチャンピオンの一員となった。
1998年にメジャーに定着。4月27日のコロラド・ロッキーズ戦でメジャー初セーブを挙げ、シーズントータルで58試合に登板し、8セーブを記録した。登板数、セーブ数はともにチーム2位となった。
1999年は昨年より防御率を0.8点以上改善し、7月11日にシーズン初セーブを記録すると以後クローザーとして起用され、21セーブを記録した。
2000年にリーグ最多の45セーブを記録し、球団タイ記録となった。チームの勝利の57%でセーブを記録し、セーブ成功率は91.8%（45/49）で佐々木主浩の92.5%（37/40）に次ぐ両リーグ2位となった。
2001年は28セーブを記録し、9月18日に通算100セーブを達成し、9月22日に通算270試合目の登板し、ロブ・ネンの球団記録を更新した。

### カブス時代
2002年開幕前の3月にトレードでシカゴ・カブスへ移籍した。同年は19セーブを記録したが、9回もセーブ機会で記録できずに終わった。オフには投球を安定させるため首脳陣から9キログラムの減量を厳命された。
2003年は60試合に登板するも防御率は5.83に終わり、デビュー年以来のマイナー降格も経験した。

### ブレーブス時代
2003年シーズン終了後、アトランタ・ブレーブスへ1年総額150万ドル、出来高100万ドルで移籍。
2004年シーズンは79試合に登板し、防御率は2.57と自己ベストを更新。

### マーリンズ復帰
2005年は4年ぶりに古巣マーリンズへ復帰。4月は防御率1.59だったものの、4月22日から故障者リストに入り、メジャーに復帰したのは7月26日となった。復帰後、防御率は8月が5.79で、9月は7.56だった。

### レンジャーズ時代
2006年はテキサス・レンジャーズへ移籍。怪我のため19試合の登板に終わった。

### フィリーズ時代
2007年はフィラデルフィア・フィリーズへ。5月25日にクローザーのブレット・マイヤーズが故障者リスト入りとなり、マイヤーズが離脱中はクローザーとして起用され、5月26日に5年ぶりにセーブを記録した。

### ドミニカウィンターリーグ時代
2008年はリーガ・デ・ベイスボル・プロフェシオナル・デ・ラ・レプブリカ・ドミニカーナのアスカレーロス・デル・エステで4試合に投げ防御率10.80だった。

### メキシカンリーグ時代
2009年はメキシカンリーグのプエブラ・パロッツと契約し6試合を投げ防御率12.46で1セーブだった。

### ベネズエラウィンターリーグ時代
2009年途中にリーガ・ベネソラーナ・デ・ベイスボル・プロフェシオナルのブラボス・デ・マルガリータと契約し10試合を投げ防御率4.22で2セーブだった。

### 米独立リーグ時代以後
2009年途中にアトランティックリーグのランカスター・バーンストーマーズと契約し34試合を投げ防御率6.96で15セーブだった。
2010年にリーガ・デ・ベイスボル・プロフェシオナル・ロベルト・クレメンテのヒガンテス・デ・カロリーナと契約し22試合を投げ防御率4.70だった。同年途中より再びアトランティックリーグのブリッジポート・ブルーフィッシュと契約し59試合を投げ防御率4.13で2セーブだった。
2011年もプリッジポート・ブルーフィッシュで50試合に登板し、防御率4.56で2セーブだった。この年限りで現役を引退した。

### 現役引退後
現役引退後は、フロリダメモリアル大学で投手コーチを務めている。

## 選手としての特徴
球速が最高で100mph（約161km/h）近くまで達する速球に、スライダーやチェンジアップを交えた投球をする。
両手両足が全て6本指という多指症で、"El Pulpo" （スペイン語で「タコ」の意）や"Six Fingers" というニックネームをつけられたことがあった。

## 詳細情報

### 年度別投手成績
| 年 度     | 球 団     | 登 板 | 先 発 | 完 投 | 完 封 | 無 四 球 | 勝 利 | 敗 戦 | セ 丨 ブ | ホ 丨 ル ド | 勝 率 | 打 者 | 投 球 回 | 被 安 打 | 被 本 塁 打 | 与 四 球 | 敬 遠 | 与 死 球 | 奪 三 振 | 暴 投 | ボ 丨 ク | 失 点 | 自 責 点 | 防 御 率 | W H I P |
| --------- | --------- | ----- | ----- | ----- | ----- | -------- | ----- | ----- | -------- | ----------- | ----- | ----- | -------- | -------- | ----------- | -------- | ----- | -------- | -------- | ----- | -------- | ----- | -------- | -------- | ------- |
| 1997      | FLA       | 17    | 0     | 0     | 0     | 0        | 1     | 3     | 0        | --          | .250  | 123   | 25.2     | 36       | 3           | 10       | 3     | 1        | 19       | 1     | 0        | 16    | 14       | 4.91     | 1.79    |
| 1998      | FLA       | 58    | 0     | 0     | 0     | 0        | 4     | 6     | 8        | --          | .400  | 316   | 70.2     | 75       | 10          | 33       | 9     | 3        | 46       | 1     | 0        | 32    | 32       | 4.08     | 1.53    |
| 1999      | FLA       | 73    | 0     | 0     | 0     | 0        | 4     | 5     | 21       | 5           | .444  | 325   | 77.2     | 79       | 4           | 29       | 6     | 4        | 46       | 1     | 0        | 28    | 28       | 3.24     | 1.39    |
| 2000      | FLA       | 68    | 0     | 0     | 0     | 0        | 5     | 6     | 45       | 0           | .455  | 311   | 70.0     | 82       | 7           | 24       | 3     | 1        | 47       | 0     | 2        | 35    | 33       | 4.24     | 1.51    |
| 2001      | FLA       | 58    | 0     | 0     | 0     | 0        | 4     | 4     | 28       | 0           | .500  | 268   | 61.2     | 68       | 6           | 15       | 3     | 5        | 40       | 2     | 0        | 24    | 21       | 3.06     | 1.35    |
| 2002      | CHC       | 66    | 0     | 0     | 0     | 0        | 2     | 5     | 19       | 0           | .286  | 330   | 74.1     | 73       | 5           | 36       | 3     | 3        | 61       | 1     | 0        | 34    | 33       | 4.00     | 1.47    |
| 2003      | CHC       | 60    | 0     | 0     | 0     | 0        | 3     | 1     | 0        | 9           | .750  | 296   | 66.1     | 76       | 7           | 27       | 3     | 2        | 51       | 0     | 0        | 43    | 43       | 5.83     | 1.55    |
| 2004      | ATL       | 79    | 0     | 0     | 0     | 0        | 6     | 4     | 0        | 13          | .600  | 313   | 73.2     | 71       | 5           | 28       | 5     | 0        | 45       | 5     | 0        | 24    | 21       | 2.57     | 1.34    |
| 2005      | FLA       | 33    | 0     | 0     | 0     | 0        | 1     | 1     | 0        | 8           | .500  | 118   | 27.1     | 29       | 2           | 14       | 4     | 2        | 16       | 1     | 0        | 15    | 15       | 4.94     | 1.57    |
| 2006      | TEX       | 19    | 0     | 0     | 0     | 0        | 0     | 0     | 0        | 8           | ----  | 74    | 16.0     | 23       | 3           | 7        | 0     | 0        | 5        | 0     | 0        | 10    | 10       | 5.63     | 1.88    |
| 2007      | PHI       | 61    | 0     | 0     | 0     | 0        | 5     | 2     | 8        | 15          | .714  | 236   | 49.2     | 65       | 3           | 27       | 6     | 1        | 24       | 1     | 0        | 31    | 30       | 5.44     | 1.85    |
| MLB：11年 | MLB：11年 | 592   | 0     | 0     | 0     | 0        | 35    | 37    | 129      | *58         | .486  | 2710  | 613.0    | 677      | 55          | 250      | 45    | 22       | 400      | 13    | 2        | 292   | 280      | 4.11     | 1.51    |

- 各年度の太字はリーグ最高
- 「-」は記録なし
- 通算成績の「*数字」は不明年度があることを示す

### 年度別守備成績
| 年 度 | 球 団 | 投手（P） | 投手（P） | 投手（P） | 投手（P） | 投手（P） | 投手（P） |
| 年 度 | 球 団 | 試 合     | 刺 殺     | 補 殺     | 失 策     | 併 殺     | 守 備 率  |
| ----- | ----- | --------- | --------- | --------- | --------- | --------- | --------- |
| 1997  | FLA   | 17        | 1         | 3         | 0         | 0         | 1.000     |
| 1998  | FLA   | 58        | 4         | 6         | 1         | 1         | .909      |
| 1999  | FLA   | 73        | 5         | 14        | 0         | 2         | 1.000     |
| 2000  | FLA   | 68        | 1         | 14        | 1         | 1         | .938      |
| 2001  | FLA   | 58        | 6         | 8         | 0         | 1         | 1.000     |
| 2002  | CHC   | 66        | 4         | 13        | 1         | 1         | .944      |
| 2003  | CHC   | 60        | 2         | 8         | 1         | 0         | .909      |
| 2004  | ATL   | 79        | 3         | 7         | 0         | 0         | 1.000     |
| 2005  | FLA   | 33        | 3         | 4         | 0         | 2         | 1.000     |
| 2006  | TEX   | 19        | 1         | 3         | 0         | 0         | 1.000     |
| 2007  | PHI   | 61        | 1         | 4         | 0         | 0         | 1.000     |
| MLB   | MLB   | 592       | 31        | 84        | 4         | 8         | .966      |

### タイトル
- 最多セーブ投手（2000年）
- 最優秀救援投手（2000年）

### 表彰
- ローレイズ・リリーフマン賞（2000年）

### 背番号
- 57（1997年 - 2007年）